# Filip Cesariense
Filip Cesariense (en llatí Philippus Cesariensis Synodi Relator) va ser un escriptor religiós grec segurament nascut a Cesarea de Palestina.
A aquest escriptor se li atribueix alternativament el relat del Concili de Cesarea de l'any 196, també atribuït majoritàriament a Teòfil de Cesarea, però publicat pel jesuïta Bucherius l'any 1634 com a obra de Felip, probablement degut a un error.